# 3494 Purple Mountain
A 3494 Purple Mountain (ideiglenes jelöléssel 1980 XW) a Naprendszer kisbolygóövében található aszteroida. A Bíbor-hegyi Obszervatórium fedezte fel 1980. december 7-én.